# Загуже (Зеленогурський повіт)
Загуже (пол. Zagórze, нім. Jonasberg) — село в Польщі, у гміні Червенськ Зеленогурського повіту Любуського воєводства.
Населення — 136 осіб (2011).
У 1975-1998 роках село належало до Зеленогурського воєводства.

## Демографія
Демографічна структура станом на 31 березня 2011 року:
|          | Загалом | Допрацездатний вік | Працездатний вік | Постпрацездатний вік |
| -------- | ------- | ------------------ | ---------------- | -------------------- |
| Чоловіки | 68      | 10                 | 51               | 7                    |
| Жінки    | 68      | 17                 | 42               | 9                    |
| Разом    | 136     | 27                 | 93               | 16                   |